# SLC30A3
SLC30A3 (англ. Solute carrier family 30 member 3) – білок, який кодується однойменним геном, розташованим у людей на короткому плечі 2-ї хромосоми.  Довжина поліпептидного ланцюга білка становить 388 амінокислот, а молекулярна маса — 41 945.
| 10         |  | 20         |  | 30         |  | 40         |  | 50         |
| ---------- |  | ---------- |  | ---------- |  | ---------- |  | ---------- |
| MEPSPAAGGL |  | ETTRLVSPRD |  | RGGAGGSLRL |  | KSLFTEPSEP |  | LPEESKPVEM |
| PFHHCHRDPL |  | PPPGLTPERL |  | HARRQLYAAC |  | AVCFVFMAGE |  | VVGGYLAHSL |
| AIMTDAAHLL |  | ADVGSMMGSL |  | FSLWLSTRPA |  | TRTMTFGWHR |  | SETLGALASV |
| VSLWMVTGIL |  | LYLAFVRLLH |  | SDYHIEGGAM |  | LLTASIAVCA |  | NLLMAFVLHQ |
| AGPPHSHGSR |  | GAEYAPLEEG |  | PEEPLPLGNT |  | SVRAAFVHVL |  | GDLLQSFGVL |
| AASILIYFKP |  | QYKAADPIST |  | FLFSICALGS |  | TAPTLRDVLR |  | ILMEGTPRNV |
| GFEPVRDTLL |  | SVPGVRATHE |  | LHLWALTLTY |  | HVASAHLAID |  | STADPEAVLA |
| EASSRLYSRF |  | GFSSCTLQVE |  | QYQPEMAQCL |  | RCQEPPQA   |  |            |

A: Аланін

C: Цистеїн

D: Аспарагінова кислота

E: Глутамінова кислота

F: Фенілаланін

G: Гліцин

H: Гістидин

I: Ізолейцин

K: Лізин

L: Лейцин

M: Метіонін

N: Аспарагін

P: Пролін

Q: Глутамін

R: Аргінін

S: Серин

T: Треонін

V: Валін

W: Триптофан

Задіяний у таких біологічних процесах як транспорт іонів, транспорт, поліморфізм. 
Білок має сайт для зв'язування з іоном цинку. 
Локалізований у мембрані, клітинних контактах, цитоплазматичних везикулах, лізосомі, синапсах, синаптосомах, ендосомах.